# Бер'є Леандер
Бер'є́ Леа́ндер (швед. Börje Leander, нар. 7 березня 1918, Авеста — пом. 30 жовтня 2003) — шведський футболіст, що грав на позиції півзахисника за АІК та національну збірну Швеції, у складі якої 1948 року став олімпійським чемпіоном..

## Біографія
У дорослому футболі дебютував 1937 року виступами за команду клубу «Васалундс ІФ», в якій провів один сезон.
1938 року перейшов до клубу АІК, за який відіграв наступні 15 сезонів. Завершив професійну кар'єру футболіста виступами за команду АІК у 1953 році.
Помер 30 жовтня 2003 року на 86-му році життя.

## Виступи за збірну
1941 року дебютував в офіційних матчах у складі національної збірної Швеції. Протягом кар'єри у національній команді, яка тривала 10 років, провів у формі головної команди країни 23 матчі, забивши 4 голи.
У складі збірної був учасником футбольного турніру на Олімпійських іграх 1948 року у Лондоні, по результатах якого став олімпійським чемпіоном.

## Титули та досягнення
- Олімпійський чемпіон: 1948